# Frieda Steurs
Frieda Steurs (Antwerpen, 28 september 1958) is een Vlaamse taalkundige. Ze is hoogleraar bij de onderzoeksgroep kwantitatieve lexicologie en variatielinguïstiek aan de Katholieke Universiteit Leuven en directeur van het Instituut voor de Nederlandse Taal in Leiden.

## Studie en werk
Steurs studeerde Germaanse filologie in Leuven, waar ze in 1980 summa cum laude afstudeerde en in 1990 promoveerde. Sinds 1991 werkt ze als hoogleraar taalkunde aan de Katholieke Universiteit Leuven. Haar vakgebieden zijn taaltechnologie, vertaalkunde, communicatie en taalterminologie.
Ook bestuurlijk is Steurs actief. Ze was voorzitter van de Vlaams-Nederlandse terminologieverenigingen NL-Term en CoTerm, en is president van het internationale terminologienetwerk TermNet. Steurs werkte verder onder meer in het project TransCert, dat ontstond op initiatief van de Europese Commissie. Een ander project was SCATE: Smart Computer Aided Translation Environment. Sinds september 2016 is Steurs directeur van het Instituut voor de Nederlandse Taal.
In 2018 werd zij verkozen tot Secretaris-generaal van CIPL, het internationaal comité voor linguïsten. www.Ciplnet.com

## Publicaties (selectie)
- Frieda Steurs: Taal is business. Taal, de turbo naar economisch succes!. Schiedam, Scriptum, 2016. ISBN 9789463190220
- Handbook of terminology. Edited by Hendrik J. Kockaert & Frieda Steurs. Amsterdam/Philadelphia, John Benjamins Publishing Company. 2015. Vol. 1: ISBN 9789027257772
- Frieda Steurs: En ...? Een pragmatisch onderzoek naar de coördinator en in de natuurlijke taal. Diss. doct. Leuven, KUL. Departement linguistiek, 1990. Geen ISBN